# Acanthiza inornata
Acanthiza inornata là một loài chim trong họ Acanthizidae. Loài này là loài đặc hữu ở Australia. Môi trường sống tự nhiên của chúng là các vùng thảm thực vật cây bụi theo kiểu Địa Trung Hải.

## Phân loài
Loài này đại diện cho 3 phân loài:
- Acanthiza inornata inornata;
- Acanthiza inornata masteri;
- Acanthiza inornata mastersi.